# Fritz Heinsheimer
Fritz Heinsheimer (eigentlich Friedrich Max Heinsheimer; * 6. Mai 1897 in Mosbach; † 8. August 1958 in Wiesbaden) war ein deutscher Maler.

## Lebenslauf
Heinsheimer war der Sohn des Amtsrichters Karl Heinsheimer und seiner Ehefrau Anna Regina, geb. Dreyfuss. Die Familie zog 1899 nach Heidelberg, wo der Vater eine Professur für bürgerliches Recht erhalten hatte. Beide Eltern gehörten der jüdischen Gemeinde an, ließen ihren Sohn jedoch noch im Jahr seiner Geburt protestantisch taufen. Nach Kriegsabitur im Jahr 1914 in Heidelberg war Heinsheimer von 1915 bis 1917 Soldat im Ersten Weltkrieg in Russland und Frankreich und wurde schließlich bei Verdun schwer verwundet. Von 1917 bis 1921 war er in München Schüler von Angelo Jank und von 1925 bis 1932 in Berlin Meisterschüler von Max Slevogt. Weitere Stationen seines Lebens waren Meersburg (1921–ca. 1929) und die Insel Java (1931–1932). Seit 1921 war Heinsheimer mit der Nationalökonomin Mina Emma Louise Scheid (1894–1964) verheiratet.
Heinsheimer hatte als „Volljude“ während der Zeit des Nationalsozialismus ab 1933 Ausstellungsverbot. Wegen seiner militärischen Auszeichnungen aus dem Ersten Weltkrieg konnte er jedoch zunächst sein Atelier weiter nutzen und Privataufträge ausführen. Louise Heinsheimer trug als Kosmetikerin zum Familienunterhalt bei. 1936 wurde Heinsheimer aus der Reichskammer der bildenden Künste ausgeschlossen und 1937 wurde im Rahmen der deutschlandweiten konzertierten Aktion „Entartete Kunst“  sein Aquarell Sechstagerennen aus dem Berliner Stadtbesitz beschlagnahmt und zerstört. 1939 wurde ihm dann jegliche künstlerische Aktivität untersagt.
Bereits seit 1932 war Heinsheimer mit Friedrich Hielscher befreundet, seit 1939 auch mit dem Historiker Otto-Ernst Schüddekopf. Sein Atelier in der Berliner Kurfürstenstraße wurde mehrmals für konspirative Treffen von Vertretern verschiedener Widerstandsgruppen und vom Kreis um Hielscher genutzt. Friedrich Hielscher, Gerhard von Tevenar und Célestin Lainé ermöglichten Heinsheimer 1942 schließlich die Flucht nach Frankreich. Er wurde zunächst bei der Familie von Ange Pierre Péresse, einem bretonischen Nationalisten und später führendem Mitglied der Bezen Perrot, untergebracht und konnte dann später mit elsässischer Identität in Paris (1942–1946) untertauchen. Unter dem Tarnnamen Fernand Husser zeichnete er dort Stoffmuster und traf sich regelmäßig mit Ernst Jünger.
Nach dem Zweiten Weltkrieg lebte Heinsheimer in Wiesbaden und unternahm Studienreisen in die Schweiz (1953), nach Schweden (1955) und nach Rom (Frühjahr 1957). Bis zu seinem Tod stand er mit Ernst Jünger und Célestin Lainé weiter in persönlichem und Briefkontakt.

## Werk
Die in Potsdam, Bornim und Berlin ausgelagerten Werke waren nach Rückkehr aus der Emigration nicht mehr auffindbar. Das Werkverzeichnis von Klaus Kauffmann aus dem Jahr 1990 erfasste 429 zur Auktion ausgeschriebene Arbeiten (Grafiken, Aquarelle, Zeichnungen und Gemälde). Kunsthistorisch ist Fritz Heinsheimer der Verschollenen Generation und dem Expressiven Realismus zuzurechnen.

### Bilder
Er hat Graphiken angefertigt, Aquarelle und Ölbilder gemalt. Seine Motive waren Kriegsbilder aus dem Soldatenleben des Ersten Weltkrieges, Landschaftsbilder vom Bodensee und aus dem Rheingau, Porträts (u. a. Josephine Baker, Bertolt Brecht und Friedrich Hielscher), Bilder aus dem Arbeitsleben (Fischerei und Weinlese), Sportbilder (Boxer, Läufer, Hochspringer, Radrennen und javanische Tänzer). Seine Bilder werden in Auktionen geführt.

### Bilder in Museen und öffentlichen Gebäuden
- Weinberge am Bodensee (I) von 1927. Kulturamt der Stadt Meersburg
- Bert Brecht von 1926 im Museum Brechthaus in Augsburg[6]
- US-Botschafter Schurman sowie Berliner Trauerkondukt des Reichspräsidenten Ebert im Kurpfälzischen Museum in Heidelberg
- Selbstbildnis mit Pinsel, Atelierszene mit drei weiblichen Aktmodellen, Weinberg am Bodensee, alle Öl, Drei javanische Frauen, Aquarell, alle Teil der Schenkung Sammlung Zimmermann, im Museum für Kunst und Kulturgeschichte Marburg
- Der Rhein bei Kaub, Öl, Gustav Hartung, Lithographie, u. a., im Museum Wiesbaden
- Plakat zu einer Ausstellung der Java-Bilder in Speyer; Briefe von Fritz und Karl August Heinsheimer an Max Slevogt in dessen schriftlichem Nachlass, im Pfälzischen Landesmuseum Speyer

### Abhandlungen
- Fritz Heinsheimer und Franz Josef Kohl-Weigand: Max Slevogt als Lehrer, Künstler und Mensch. Selbstverlag Kohl-Weigand, St. Ingbert/Saar 1968
- Friedrich F. Husser: Zur Genealogie der Zahl. In: Dialectica, Internationale Zeitschrift für Philosophie der Erkenntnis, 1958
- Friedrich F. Husser: Zu einem Prinzip der Messung. In: Monographien zur Naturphilosophie, Band IV, Meisenheim am Glan 1960

### Buchillustrationen
(chronologisch geordnet)
- Fritz Heinsheimer: Eisläuferin. Farblithographie. Verlag der Gesellschaft für vervielfältigende Kunst, Wien um 1920.
- Jakob Wassermann: Das Amulett. I. L. Schrag Verlag, Nürnberg 1926. (Frontispiz: Kupfertiefdruck nach der Original-Radierung von Fritz Heinsheimer).
- Fritz Heinsheimer (Illustrator): Der weise Richter. Ein Zwischenspiel in zwei Fällen. Aus dem Alt-Spanischen (ins Deutsche übersetzt). Hoboken Presse, 1928. (Mit Originalplakat von Fritz Heinsheimer zur Aufführung des Schauspiels am 19. Januar 1929 in Heidelberg).
- Harro v. Wedderkopp: Das Buch von Oberitalien. München, Piper 1931. (Mit Zeichnungen von Fritz Heinsheimer und Georg Walter Rössner) – Reihe Was nicht im „Baedeker“ steht.
- Sinclair Lewis: Das Kunstwerk. Rowohlt Verlag, Berlin 1934. (1 Blatt Titelvin. von Fritz Heinsheimer).
- Paul Wiegler: Das Haus an der Moldau. Roman. Rowohlt, Berlin 1934. (Einbandzeichnung von Fritz Heinsheimer).

### Porträts in Gästebüchern
Das Gästebuch von Arthur Kannenberg, der von Februar 1929 bis Herbst 1930 Onkel Toms Hütte in Berlin-Zehlendorf und danach Pfuhls Hütte in der Stresemannstraße 103 führte, enthält eine Zeichnung des rundlichen Wirts mit Glas im Januar 1931 von Fritz Heinsheimer.

### Retrospektive in Mosbach
Im Jahre 2010 erwarb die Geburtsstadt des Künstlers, Mosbach/Baden, ein umfangreiches Werkkonvolut aus dem Nachlass, darunter Radierungen, Aquarelle und Lithografien. Diese Arbeiten wurden im Sommer 2014 in einer Ausstellung in den Räumen des Kunstverein Neckar-Odenwald zusammen mit weiteren Werken Fritz Heinsheimers sowie Arbeiten seines Lehrers Max Slevogt gezeigt.

## Ausstellungen

### Nach dem Ersten Weltkrieg
- 1922 Teilnahme an der Sommerausstellung des Heidelberger Kunstvereins
- 1926, 1930 Teilnahme an den Weihnachtsausstellungen des Heidelberger Kunstvereins
- 1927 Einzelausstellung im Heidelberger Kunstverein
- 1925–1930 Teilnahme an den Frühjahrs- und Herbstausstellungen an der Preußischen Akademie der Künste zu Berlin
- 1927 Teilnahme an der Ausstellung „Sport“ der Berliner Secession
- 1928 Teilnahme an der Ausstellung im Badischen Kunstverein
- 1932 Teilnahme an der Ausstellung „Neue Kunst“ im Deutschlandhaus Berlin
- 1932 Teilnahme an der Ausstellung „Theater und Musik in der bildenden Kunst“ der „Deutschen Kunstgemeinschaft“ im Charlottenburger Schloss zu Berlin
- 1932 Teilnahme an der „Competition and Exhibition of Art“ bei der X. Olympiade in Los Angeles

### Nach dem Zweiten Weltkrieg
- 1960: „10 Jahre Gruppe 1950“ in Wiesbaden (Er war Mitglied der „Künstlergruppe 1950“)
- April 1961: Heidelberger Kunstverein
- Dezember 1961: Mannheimer Kunstverein
- 20. Juli 2014 bis 7. September 2014: Fritz Heinsheimer – ein Maler aus Mosbach. Mosbach, im „Alten Schlachthaus“. Stadt Mosbach mit Geschichts- und Museumsverein Mosbach e. V. und Kunstverein Neckar-Odenwald.[7]

### Ausstellungskataloge
- Klaus Kauffmann (Hrsg.): Fritz Heinsheimer (1897–1958). Ein rationaler Künstler in einer irrationalen Zeit. Werkverzeichnis Teil I. Hamburg 1990. (Gleichzeitig Katalog zur Auktion des Nachlasses vom 12. Dezember 1990)
- Stadt Mosbach (Hrsg.): Fritz Heinsheimer – Ein Maler aus Mosbach. Leben und Werk. Ausstellungskatalog, Mosbach 2014. Texte und Redaktion Karsten Weber.[8]

### Lebensphasen
- Ernst Jünger: Strahlungen (darin: Pariser Tagebuch). Heliopolis-Verlag, Tübingen 1949
- Friedrich Hielscher: Fünfzig Jahre unter Deutschen, Rowohlt, Hamburg 1954
- Ina Schmidt: Der Herr des Feuers. Friedrich Hielscher und sein Kreis zwischen Heidentum, neuem Nationalismus und Widerstand gegen den Nationalsozialismus. SH-Verlag, Köln 2004, ISBN 3-89498-135-0 (zugleich Diss. an der Universität Hamburg bei Stefan Breuer 2002; vgl. Rezension bei H-Soz-u-Kult).
- Karsten Weber: „Ihr dankbarer Schüler Fritz Heinsheimer“. Aus Briefen des in Mosbach geborenen Malers an seinen „Meister“ Max Slevogt. In: hierzuland. Das Regio-Magazin von Rhein, Neckar und Main. 29. Jahrgang, 2014, ISSN 0930-4878, Nr. 47, S. 33–41.[9]